# Habitatge al carrer Gurb, 85
L'Habitatge al carrer Gurb, 85 és una obra de Vic (Osona) inclosa a l'Inventari del Patrimoni Arquitectònic de Catalunya.

## Descripció
Casa mitgera de planta baixa i dos pisos, l'alçat dels quals, de la mateixa que les mides de les obertures, disminueix amb l'alçada. És de planta rectangular i coberta a dues vessants. Presenta un eix principal de composició vertical. Els brancals i llindes de les obertures principals són de pedra. La llinda del portal principal té un relleu i inscripció. És la part més remarcable de l'edifici. La façana és arrebossada. El ràfec és ampli i amb colls de fusta. La façana es troba força deteriorada i els pisos semblen abandonats.
Aquest edifici ha estat enderrocat i actualment hi ha una construcció nova.

## Història
L'antic camí de Gurb sorgí com la prolongació del carrer de les Neus cap al segle xii, moment en què les masies anaven canviant la seva fesomia a favor de cases mitgeres que seguien el traçat natural del camí. Al segle xv es construir l'església gòtica dels Carmelites prop de l'actual carrer Arquebisbe Alemenay que fou enderrocada el 1655 en convertir la ciutat en plaça fortificada contra els francesos durant la guerra dels Segadors. En els segles XVII-XVIII es va construir l'actual convent i l'església dels Carmelites calçats. Al segle xviii la ciutat experimenta un fort creixement i aquests carrers itinerants es renoven formant part de l'eixample Morató. Al segle xix amb la urbanització de l'Horta d'en Xandri, entre el carrer Gurb i el carrer de Manlleu, també es renova. Actualment el carrer viu una etapa d'estancament i convindria rehabilitar-lo. L'edifici es degué construir al segle xviii, concretament el 1786 com indica la llinda del portal principal.
L'edifici ha estat enderrocat, però a la nova construcció hi ah una llinda de pedra tallada amb la inscripció: 1786-2003.